# Grupo Carnavalesco Os Hippies

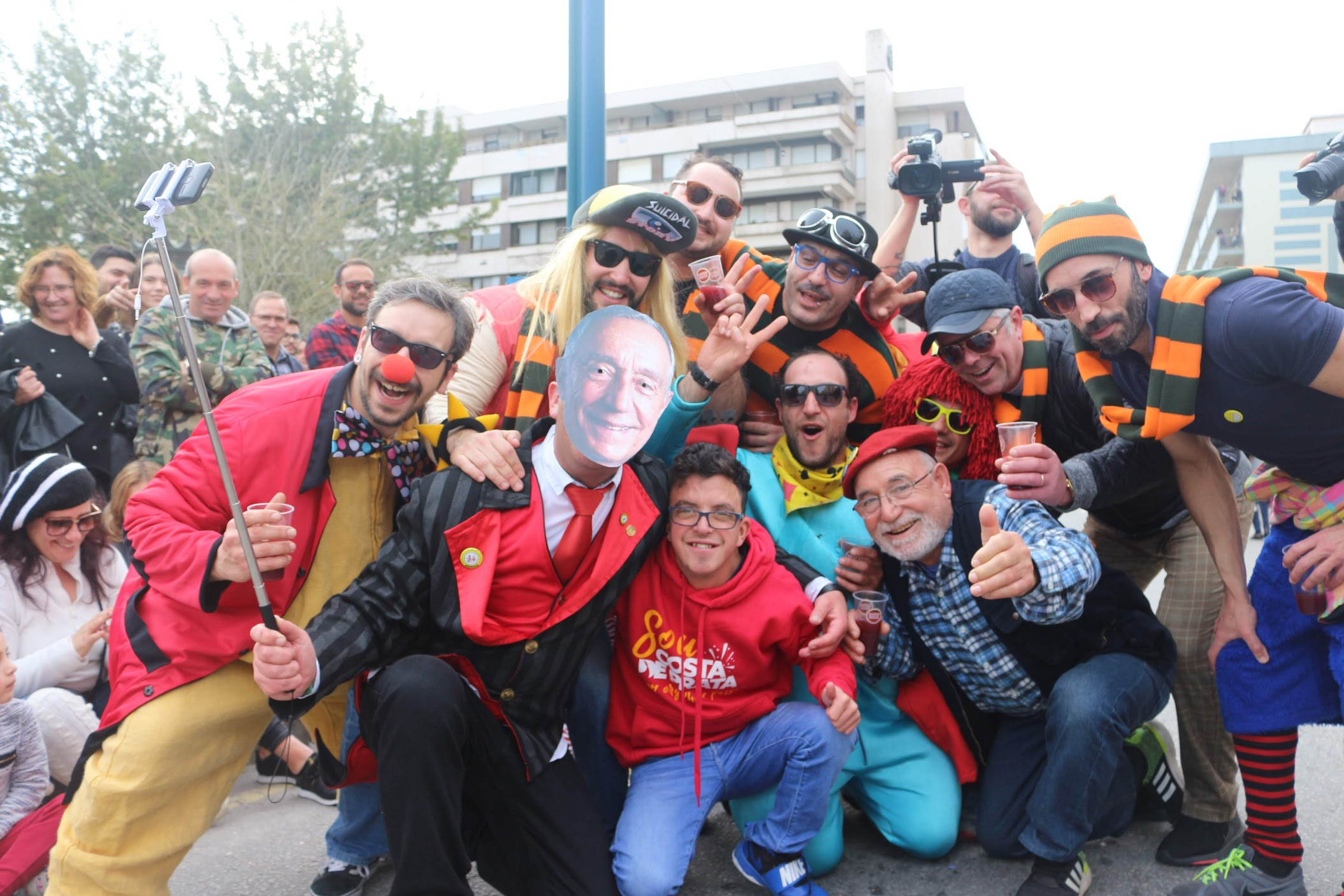
Desfile de la Llegada del Rey de 2019.

El Grupo Carnavalesco "Os Hippies" es una asociación que participa en el Carnaval de Ovar, en la categoría de Grupo Carnavalesco.
Fundada en 1968, es una de las agrupaciones más antiguas de este Carnaval, habiéndolo ganado en tres ocasiones ( 1978, 1979 y 1983 ).

## Historia
El Grupo Carnavalesco Os Hippies fue creado oficialmente en 1968 por un grupo de amigos en Ovar . El año 1968 fue el año en que, durante el Carnaval de Ovar, varios grupos decidieron adoptar un nombre oficial para su asociación . De esta forma, los Hippies comenzaron a ser llamados por la alegoría que utilizaron en el desfile de 1968, en el que desfilaron con una “Alegoría Hippie ”.
En 1978, los Hippies vencieron por primera vez en el Carnaval de Ovar, con el tema "Fantasia Baiana". En esta alegoría, el tul se utilizó por primera vez en la confección de trajes, en el Carnaval de Ovar.
Tras repetir la victoria en 1979, los Hippies se consolidaron, en los años siguientes, como una de las principales agrupaciones de este Carnaval. Las plumas que adornaban las alegorías se compraban en Madrid y se vendían, tras los desfiles, a los teatros del Parque Mayer .
En 1989, varios desacuerdos entre algunos miembros del Grupo llevaron a que éste no desfilara ese año, incluso planteándose su disolución. Esto no sucedió, sin embargo hubo una reestructuración en el Grupo, con la salida de varios miembros. A partir de 1996, Hippies se convirtió en un grupo de carnaval exclusivamente masculino.
A partir de la década de 2000 y con el traslado a Aldeia do Carnaval, los Hippies se destacaron en el Carnaval de Ovar a través de sus creaciones en esponja, habiendo sido el primer grupo en producir sistemáticamente esponjas de colores a través del teñido . Este material, producido en la sede del Grupo, también se suministra a otros Grupos de Carnaval en Ovar, contribuyendo al enriquecimiento de la calidad de este Carnaval en su conjunto.

## Calificaciones
Aunque los Hippies se preocupan principalmente por organizar un desfile en el que sus integrantes se diviertan y el público aprecie su ejecución del tema elegido, fueron ganadores del Carnaval de Ovar en tres ocasiones ( 1978, 1979 y 1983 ), y su chiste del El Desfile de la Llegada del Rey fue considerado el mejor de este desfile, en dos ediciones ( 2005 y 2019 ).